# Madras College

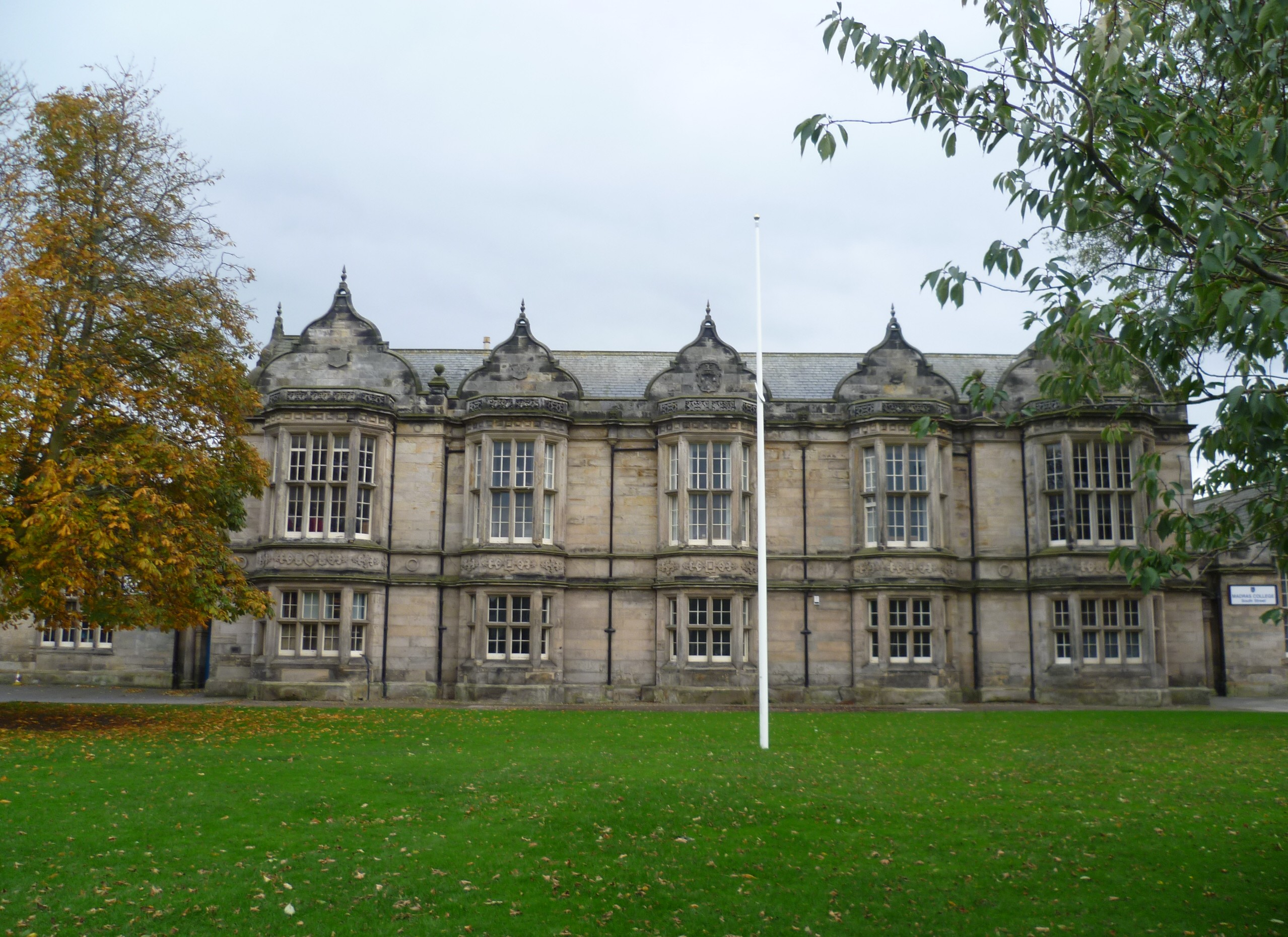
Madras College

Das Madras College ist eine weiterführende Schule in der schottischen Stadt St Andrews in der Council Area Fife. 1959 wurde sein Hauptgebäude als Einzeldenkmal in die schottischen Denkmallisten in der höchsten Denkmalkategorie A aufgenommen.

## Geschichte
In einer Militärschule der East India Company für Waisen im indischen Madras entwickelte der aus St Andrews stammende Geistliche und Pädagoge Andrew Bell das Madras-System als effiziente Unterrichtsform für große Klassenstärken. Durch die Church of England wurde das System in England und Wales umgesetzt. Auf Grund der Unterschiede in Schulsystem und Bevölkerungsstruktur bestand in Schottland geringer Bedarf an der Einführung des Madras-Systems. Bereits 1823 hatte Bell erfolglos für die Einführung seines Systems in Schottland geworben. Kurz vor seinem Tode stiftete Bell im Jahre 1831 die Summe von 120.000 £ (heute umgerechnet 11.600.000 Euro) unter anderem für die Unterrichtung armer Kinder in schottischen und englischen Großstädten. Mit 50.000 £ stand der größte Einzelposten der Summe für die Einrichtung des Madras College in St Andrews zur Verfügung. Die Stadt hatte der Fusion verschiedener existierender weiterführender Schulen zur Bildung des Madras College bereits zugestimmt. 1831 wurde hierzu das Gelände einer mittelalterlichen Klosterruine aufgekauft.
Obschon die Bauarbeiten nach einem Entwurf des schottischen Architekten William Burn noch bis 1835 andauerten, begann die Nutzung der Schule bereits im Dezember 1833. Die ursprüngliche Schule bestand aus verschiedenen Einheiten und es existierte kein gemeinsamer Rektor. So beherbergte das Madras College sowohl Grund- als auch weiterführende Schulen wie auch staatlich finanzierte und Privatschulen. Waren die Einheiten zu Beginn noch räumlich getrennt und die Räumlichkeiten dem Bedarf angepasst, so stand der große Westflügel in den 1850er Jahren der Unterrichtung von rund 400 armen Schülern zur Verfügung, verwässerte die Trennung im Laufe der Zeit zusehends. Nach langjährigen Streitigkeiten nach Erlass eines Bildungsgesetzes im Jahre 1872 eröffnete der Burgh St Andrews wieder seine eigene Schule und das Madras College positionierte sich als günstige Privatschule. Infolge einer großzügigen Stipendienpolitik des College stieg seine finanzielle Abhängigkeit von der Regionalregierung der Grafschaft Fife. 1929 endete der Schulbetrieb in seiner bisherigen Form.
In diesem Jahr übernahm die Grafschaft Fife das Madras College und gestaltete es zu einer staatlich finanzierten weiterführende Schule um. In der ersten Hälfte der 1950er Jahre sowie 1961 wurde die Schule erweitert. 1963 ging eine weiterführende Schule im Madras College auf. Um der gestiegenen Schülerzahl Rechnung zu tragen, entstand 1967 ein zusätzlicher, räumlich getrennter Campus.

## Beschreibung

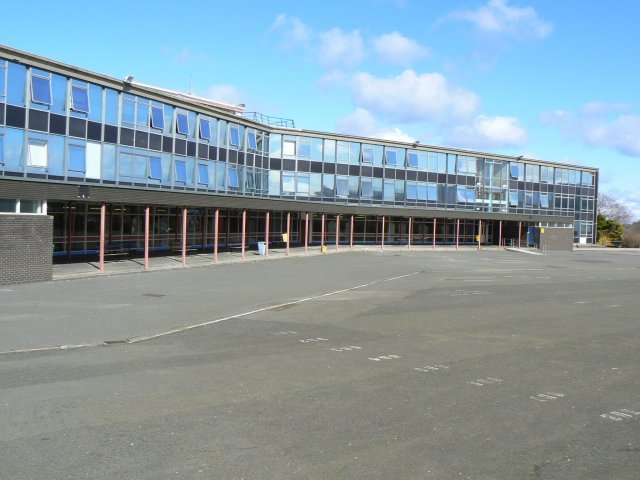
Neuer Campus des Madras College

Das Madras College steht an der South Street (A918) gegenüber der Einmündung der Bell Street im Zentrum St Andrews’. Burn, der bereits zahlreiche, vornehmlich klassizistische, Schulgebäude entworfen hatte, trug dem Zeitgeist Rechnung und entschied sich für das Madras College für einen Entwurf im jakobinischen Stil, einer Spielart der Neorenaissance-Architektur.
Der neue Campus entstand an der Kilrymont Road am Südrand von St Andrews.